# Charlie (álbum)
Charlie  (estilizado en mayúsculas) es el tercer álbum de estudio y el primer álbum homónimo del cantante y compositor estadounidense Charlie Puth, fue lanzado el 7 de octubre del año 2022 por Atlantic Records. Esta completamente producido por el propio Charlie, al igual que su anterior álbum Voicenotes.

## Antecedentes
A principios de 2020 se rumoreaba que Puth podía lanzar su tercer álbum de estudio, aunque en enero de 2020 público un tuit referente a esto diciendo: Deseché el álbum en el que estaba trabajando porque nada de la música se sentía real. Es casi como si estuviera tratando de ser demasiado genial de alguna manera. Es por eso que no has sabido nada de mí por un tiempo.
En una entrevista de enero de 2022 con la revista Vogue, Puth explico porque este álbum llevaba su propio nombre y como TikTok tuvo un gran impacto en este.

«Lo que mas disfruto de Tiktok, es ver cómo la gente interpreta las cosas. Les das algo y luego lo toman y lo remezclan y me encanta que mis espectadores de TikTok vean una demostración de una canción que estoy pensando en sacar y luego ellos se quedan impresionados con los ojos abiertos cuando estoy aislando las voces y remezclando eso. Creo que llamare al álbum Charlie, ya que nunca tuve una oportunidad de sacar música... Sonara muy cliché pero música que sea verdaderamente yo y cada canción es como mi personalidad con alguna melodía adjunta.»
Puth sobre TikTok y el nombre de su álbum, al entrevistador de Vogue.

El 7 de julio de 2022, Puth público en las redes sociales la portada del álbum junto con un mensaje.

«Esta es la portada oficial de mi álbum CHARLIE. Este álbum nació en Internet y me divertí mucho haciéndolo frente a todos ustedes el año pasado (2021). En 2019 yo solía pensar que para ser artista, tenías que esconderte durante mucho tiempo para hacer tu arte. Resulta que haces MUCHO mejor arte cuando involucras a millones de personas en el proceso. (Al menos para mí). Espero que grites, llores cada palabra cuando cante estas canciones en la gira porque no estarían aquí sin ti. Gracias.»
Puth explicando como se siente mostrar al mundo tu arte a través de redes sociales y dando las gracias a sus seguidores, vía Instagram.

## Lista de canciones
- Edición estándar

| CHARLIE |                                       |                                      |               |          |  |
| N.º     | Título                                | Escritor(es)                         | Productor(es) | Duración |  |
| 1.      | «That’s Hilarious»                    | Charlie Puth , Jacob Kasher          | Puth          | 2:24     |  |
| 2.      | «Charlie Be Quiet»                    | Puth, Kasher                         | Puth          | 2:08     |  |
| 3.      | «Light Switch»                        | Puth, Kasher y Jake Torrey           | Puth          | 3:07     |  |
| 4.      | «There's a First Time For Everything» | Puth, Kasher                         | Puth          | 2:16     |  |
| 5.      | «Smells Like Me»                      | Puth, Kasher                         | Puth          | 3:24     |  |
| 6.      | «Left and Right (feat. Jungkook)»     | Puth, Kasher                         | Puth          | 2:34     |  |
| 7.      | «Loser»                               | Puth, Kasher                         | Puth          | 3:24     |  |
| 8.      | «When You're Sad I'm Sad»             | Puth, Kasher                         | Puth          | 2:54     |  |
| 9.      | «Marks On My Neck»                    | Puth, Kasher                         | Puth          | 2:18     |  |
| 10.     | «Tears On My Piano»                   | Puth, Kasher y Torrey                | Puth          | 3:01     |  |
| 11.     | «I Don't Think That I Like Her»       | Puth, Blake Slatkin, Kasher y Torrey | Puth          | 3:08     |  |
| 12.     | «No More Drama»                       | Puth, Kasher y Torrey                | Puth          | 2:20     |  |

## Personal
Músicos
- Charlie Puth - voz
- Jan Ozveren - guitarra
- David Bukovinszky - violonchelo (pista 1)
- Mattias Bylund - arreglo de cuerda, sintetizador de cuerda (1, 8)
- Mattias Johansson - violín (1, 8)
- Conny Lindgren - violín (1)
- Travis Barker - batería (11)

Técnicos
- Charlie Puth - producción, mezcla
- Colin Leonard - masterización (1, 3)
- Emerson Mancini - masterización (2, 4-12)
- Manny Marroquin - mezcla
- Chris Galland - ingeniería de mezcla (1, 5, 6)
- Benjamin Sedano - ingeniería
- Pdogg - ingeniería (6)
- Mattias Bylund - grabación (1)
- Jeremie Inhaber - asistencia en la mezcla (1, 6)
- Scott Desmarais - asistencia en la mezcla (1, 6)
- Robin Florent - asistencia de mezcla (1, 6)
- Trey Station - asistencia en las mezclas (2-4, 7-12)
- Anthony Vilchis - asistencia en la mezcla (2-4, 7-12)
- Zach Pereyra - asistencia en las mezclas (2-4, 7-12)

## Charts
| Chart (2022)                       | Peak position |
| ---------------------------------- | ------------- |
| Australia (ARIA)                   | 5             |
| Austria (Ö3 Austria)               | 55            |
| Bélgica (Ultratop flamenca)        | 52            |
| Bélgica (Ultratop valona)          | 84            |
| Canadá (Billboard Canadian Albums) | 7             |
| Países Bajos (Album Top 100)       | 21            |
| Francia (SNEP)                     | 77            |
| Alemania (Offizielle Top 100)      | 92            |
| Irlanda (OCC)                      | 37            |
| Japón (Oricon)                     | 32            |
| Japón (Oricon)                     | 36            |
| Japón (Billboard Japan)            | 24            |
| Lituania (AGATA)                   | 28            |
| Nueva Zelanda (Recorded Music NZ)  | 6             |
| Escocia (Scottish Albums Chart)    | 22            |
| España (PROMUSICAE)                | 30            |
| Suiza (Schweizer Hitparade)        | 32            |
| Reino Unido (UK Albums Chart)      | 9             |
| Estados Unidos (Billboard 200)     | 10            |